# Kapel van Caestert

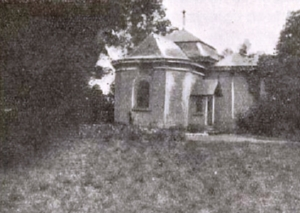
Kapel van Caster rond 1935

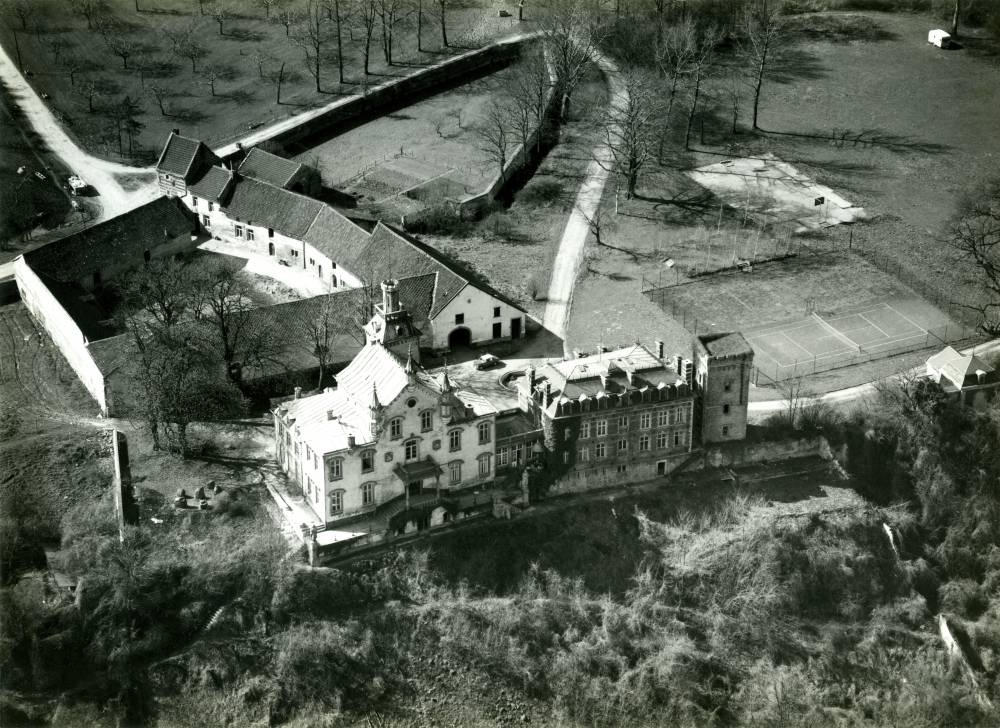
Luchtfoto uit 1965 met uiterste rechts de kapel

De kapel van Caestert of kapel van Caster was een kapel bij Klein-Ternaaien in de Belgische gemeente Wezet. De kapel bevond zich ten noorden van het Kasteel Caestert en ten noordoosten van de Hoeve Caestert, bovenop de oostelijke hellingrand van de Sint-Pietersberg en het Plateau van Caestert in het beschermde gebied van Thier de Caster.
Ten noorden van de kapel was er vroeger een ingang van de Caestertgroeve. Deze ingang wordt de kapelingang genoemd, met achterliggende kapeldeel van de groeve, die vernoemd is naar deze kapel. In de helling onder de kapel bevinden zich de Kasteelgroeve en de groeve met de Grafkelder van Caestert.

## Geschiedenis
In 1126 kreeg priester Bovo door de toenmalige bisschop van Luik een stuk grond beschikbaar gesteld op het plateau om daar een kapel te bouwen gewijd aan Maria Magdalena. Dit stuk grond liep van het midden tot aan de Maas en mocht Bovo gebruiken om zich te vestigen om er zich met volgelingen te wijden aan het geloof, waarmee Bovo begon als kluizenaar. In 1130 werd de kapel door de opvolgende bisschop overgedragen aan de kanunniken van Neufmoustier in Hoei. In 1179 werd het aangeduid als de kerk van Caestert.
In 1424 werd er vermeld dat de heer van Emael, Bertrand van Liers, zijn huis d’Enchaster met 82 bunder land aan de Luikse Sint-Jacobsabdij overdroeg. Daar stond wel een tegenprestatie tegenover: de monniken van de abdij moesten in de kapel bij het huis missen lezen zodat de schenker zielenrust zou krijgen. Het omliggende bosgebied werd daarbij ingericht als buitengoed voor de monniken. Onduidelijk is of toen de missen in de oudere kapel gelezen werden of dat er een nieuwe kapel gebouwd werd.
In 1936 kocht de CBR het kasteel, de hoeve, de kapel en omliggende gronden om deze in de toekomst af te graven voor de mergelwinning. Na die tijd raakte het kasteel in verval, waardoor in 1966 de hoofdtoren in verval raakte.
In 1972 werd de kapel door de CBR gesloopt.

## Externe link

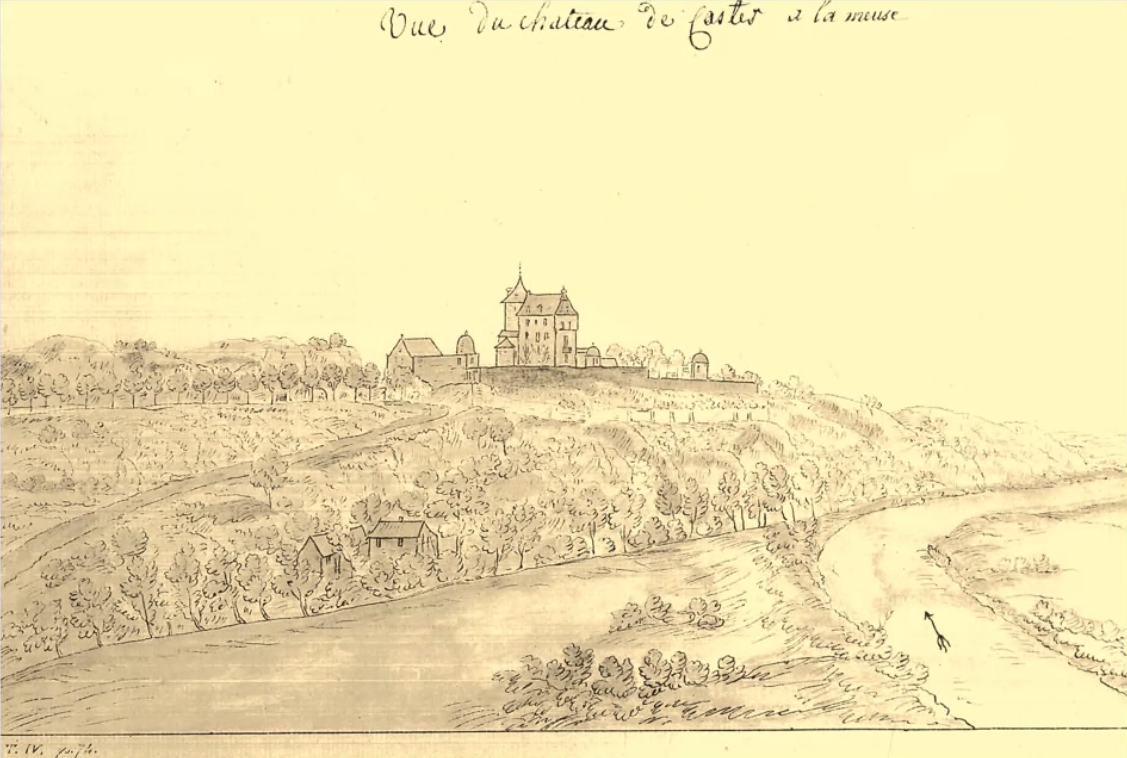
Kasteel met daarvan rechts de kapel (1738)
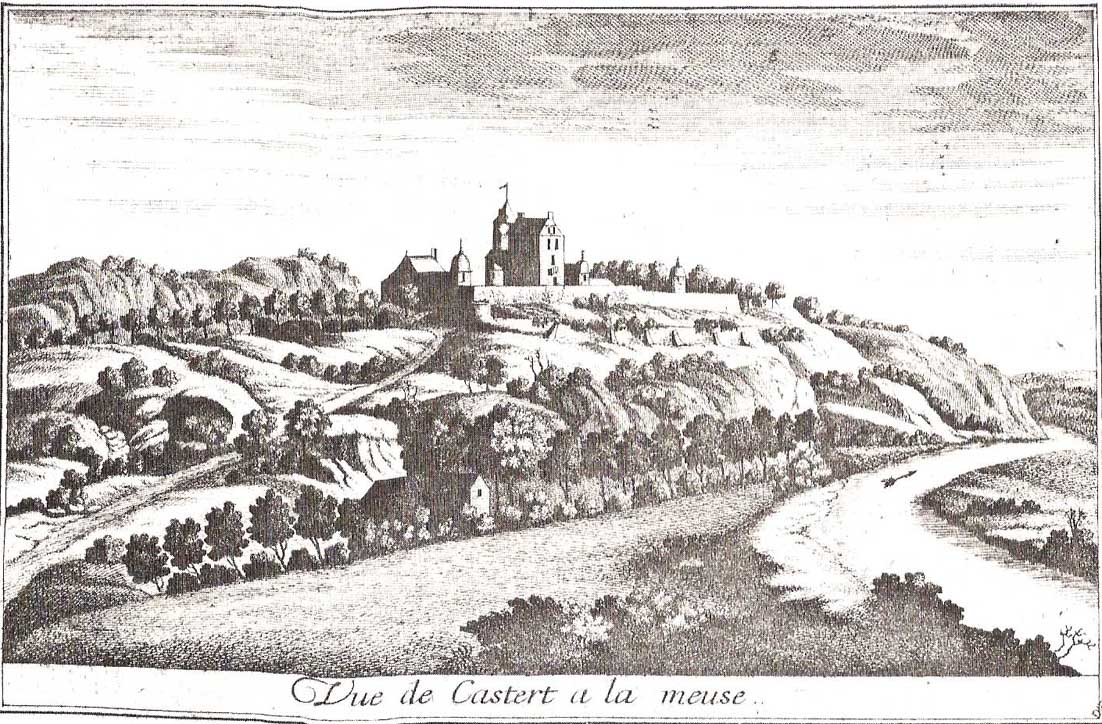
Kasteel met daarvan rechts de kapel (1750)
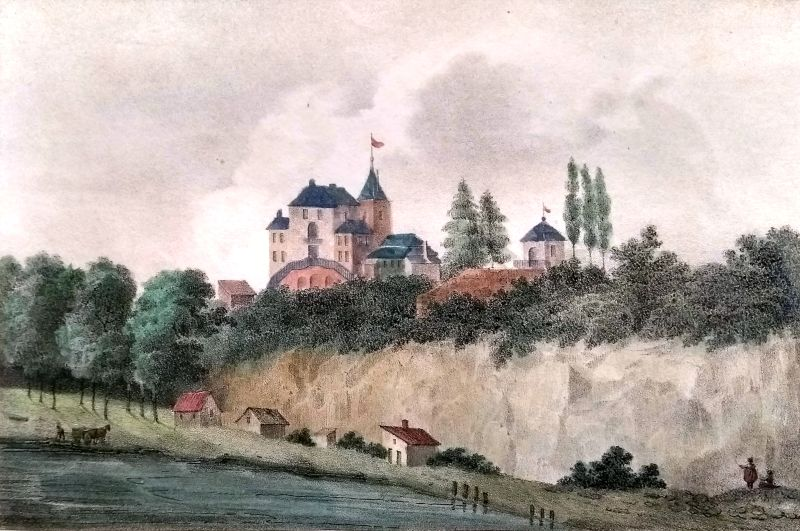
Kasteel met daarvan rechts de kapel (rond 1830)
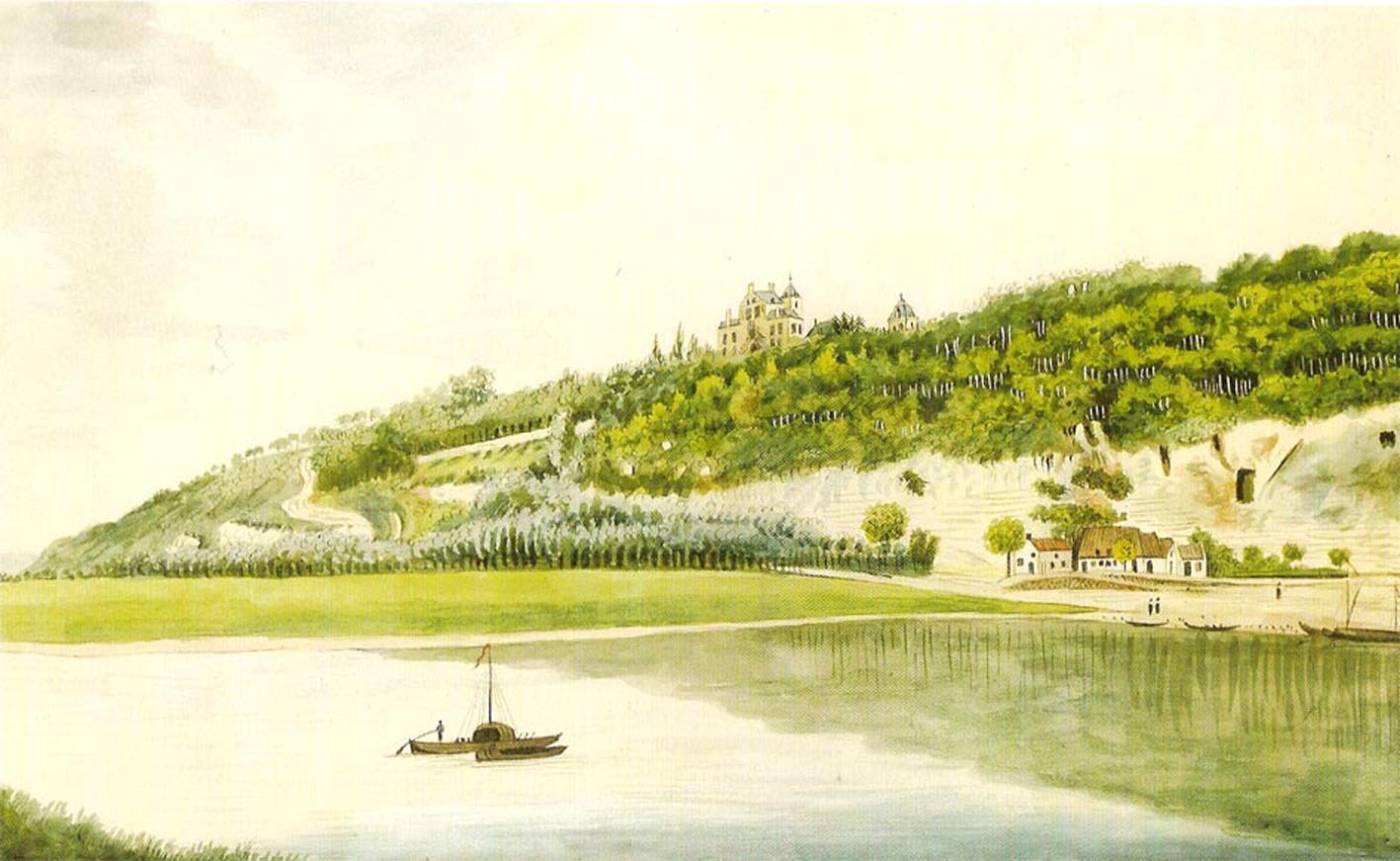
Kasteel met daarvan rechts de kapel (rond 1830)
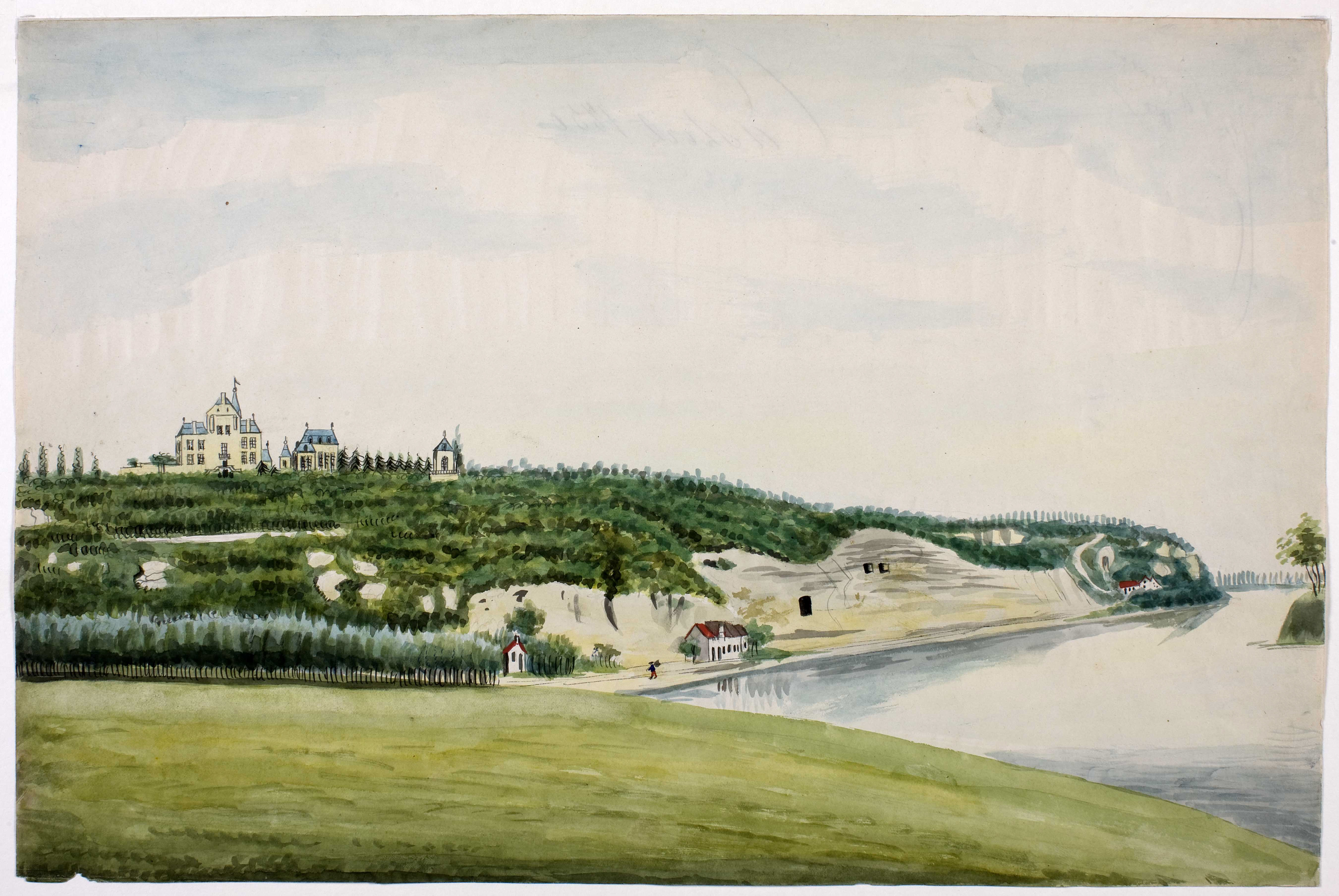
Kasteel met daarvan rechts de kapel (1850)